# Magnolia boliviana
Magnolia boliviana är en magnoliaväxtart som först beskrevs av Michael Nee, och fick sitt nu gällande namn av Rafaël Herman Anna Govaerts. Magnolia boliviana ingår i släktet Magnolia och familjen magnoliaväxter. Inga underarter finns listade i Catalogue of Life.